# Irene Gerlach
Irene Gerlach (* 12. November 1955 in Krefeld) ist eine deutsche Politikwissenschaftlerin und Hochschullehrerin. Von März 2011 bis Februar 2015 war sie Prorektorin für Forschung und Weiterbildung an der Evangelischen Hochschule Rheinland-Westfalen-Lippe Bochum. Sie ist zudem Mitglied des Wissenschaftlichen Beirats für Familienfragen beim Bundesministerium für Familie, Senioren, Frauen und Jugend, dessen Vorsitz sie von 2011 bis 2016 innehatte. Seit 2005 ist Irene Gerlach zudem die wissenschaftliche Leiterin des Forschungszentrum Familienpolitik (FFP) mit Standorten in Münster, Bochum und Berlin.

## Wissenschaftlicher Werdegang
Gerlach studierte Soziologie, Psychologie und Philosophie an der Heinrich-Heine-Universität Düsseldorf und der Universität Bielefeld. 1987 wurde sie an der Universität Münster zur Dr. rer. pol. promoviert. Ihre Habilitation im Fach Politikwissenschaft zum Thema „Familie als Inhalt staatlichen Handelns“ in der Bundesrepublik Deutschland und der Deutschen Demokratischen Republik folgte 1994 ebenfalls in Münster.
Nach Lehrstuhlvertretungen unter anderem in Münster, Freiburg, Hamburg und Fribourg trat Gerlach im Wintersemester 2008 die Professur für Politikwissenschaft an der Evangelischen Hochschule Rheinland-Westfalen-Lippe an. Dort wurde sie 2011 zur Prorektorin für Forschung und Weiterbildung ernannt. Seit September 2021 ist Frau Gerlach dort emeritiert. Sie ist auch im Ruhestand lehrend tätig, sowohl für die EvH RWL als auch als Privatdozentin an der Westfälischen Wilhelms-Universität Münster.
Bereits 1998 wurde Gerlach von Bundesfamilienministerin Christine Bergmann in den Wissenschaftlichen Beirat für Familienfragen beim Bundesministerium für Familie, Senioren, Frauen und Jugend berufen. Das Gremium wählte sie 2011 zu seiner Vorsitzenden. Nach ihrer Wiederwahl 2013 gab Irene Gerlach 2016 den Vorsitz nach der maximalen Amtszeit von sechs Jahren ab.

## Forschungsschwerpunkte
Früh in ihrem wissenschaftlichen Werdegang entwickelte Gerlach eine Spezialisierung auf Fragen der Familien-, Sozial- und Bildungspolitik, wozu sie umfangreich publizierte. Als Besonderheit hinzugetreten ist die Forschung zur Rolle von Unternehmen und Betrieben als Arbeitgebende bei der Vereinbarkeit von Beruf und Familie. In diesem Zusammenhang gründete sie 2005 aus Mitteln der gemeinnützigen Hertie-Stiftung gemeinsam mit Helmut Schneider und Alexander Dilger das Forschungszentrum Familienbewusste Personalpolitik.

## Publikationen (Auswahl)
- Zusammen mit Helmut Schneider, Ann Kristin Schneider und Anja Quednau: Status quo der Vereinbarkeit von Beruf und Familie in deutschen Unternehmen sowie betriebswirtschaftliche Effekte einer familienbewussten Personalpolitik – Ergebnisse einer repräsentativen Studie. Münster, Berlin 2013.
- Zusammen mit Susanne von Hehl (Hrsg.): Staatsorganisatorische Herausforderungen in der Familienpolitik. Münster 2012.
- Zusammen mit Helmut Schneider (Hrsg.): Betriebliche Familienpolitik. Kontexte, Messungen und Effekte. Wiesbaden 2012.
- Familienpolitik. 2. Aufl. Wiesbaden 2010.